# ذرب مداري
الذرب المداري (بالإنجليزية:  Tropical sprue)‏ هو مرض سوء الامتصاص الذي يوجد عادة في المناطق الاستوائية، أهم ما يميزه هو تسطيح غير طبيعي ل الزغابات المعوية والتهاب بطانة الأمعاء الدقيقة. وهو يختلف بشكل كبير عن ذرب البطريق. كما أنه يعتبر أقوي من اعتلال الأمعاء البيئي. 

## أعراض الإصابة بالمرض
يبدأ المرض عادة بمهاجمة الجسم بالإسهال الحاد والحمى والضيق يعقب ذلك بعد فترة متغيرة، استمرار المريض في المرحلة المزمنة من الإسهال، فقدان الوزن ، فقدان الشهية ، والشعور بالضيق، ونقص التغذية، وفيما يلي أعراض الذرب المداري:
- إسهال

- البراز الدهني (غالباً ما يكون كريه الرائحة ومبيض اللون)

- عسر الهضم

- تشنجات

- فقدان الوزن، وسوء التغذية

- إعياء

إذا تركت دون علاج، فقد يتطور نقص المغذيات والفيتامينات في المرضى الذين يعانون من ذرب استوائي، قد يكون لأوجه القصور هذه الأعراض:
- نقص فيتامين أ: فرط التقرن أو الجلد

- نقص فيتامين بي12 وحمض الفوليك: فقر الدم، خدر، احاسيس بالوخز

- نقص فيتامين (د) والكالسيوم: تشنج، ألم العظام، ضعف العضلات

- نقص فيتامين ك: كدمات

## أسباب الإصابة بالمرض
أسباب الإصابة بمرض الذرب المداري غير معروفة. قد يكون ناجماً عن الالتهابات البكتيرية، أو الفيروسية، أو الأميبية، أو الطفيلية المستمرة. أيضاً قد يتسبب نقص حمض الفوليك، وآثار دهون سوء الامتصاص على حركة الأمعاء، بالإضافة إلى إستمرار فرط نمو البكتيريا المعوية الصغيرة في حدوث بعض الاضطرابات. وقد تم اقتراح الربط بين نمو البكتيريا المعوية  الصغيرة والذرب المداري وبين المسببات المرضية لIBS بعد العدوى. 